# Marvin Victor
Marvin Victor (né le 25 décembre 1981 à Port-au-Prince), est un écrivain, peintre et vidéaste haïtien.

## Biographie
Marvin Victor est né et a longtemps vécu à Port-au-Prince. Il écrit des nouvelles, peint et réalise documentaires et courts-métrages. En 2007, il a été le 2e lauréat du prix du jeune écrivain francophone pour son texte : Je, Moi, Moi-Même.
Lors du séisme du 12 janvier 2010 à Haïti, il est à New York et doit attendre deux mois avant de pouvoir rentrer. Cet évènement lui inspire l'écriture de son premier roman Corps mêlés, paru en janvier 2011 aux éditions Gallimard, dans la Collection Blanche. Ce livre lui a valu le Grand Prix du roman de la Société des gens de lettres. Il a aussi été finaliste du Prix des cinq continents de la Francophonie.

## Distinctions
- 2007 : 2e Prix du Jeune Écrivain francophone[3]
- 2011 : Grand Prix du roman de la Société des Gens de Lettres